# 利亞德島
66°51′S 67°25′W / 66.850°S 67.417°W
利亞德島是南極洲的島嶼，位於哈努斯灣中北部，處於葛拉漢地西岸對開海域，長24公里、寬11公里，最高點海拔高度1,000米，由讓-巴蒂斯特·夏古率領的法國探險隊發現。